# فاضل السواد
فاضل عباس علي عيسى السواد سياسي ومحامي بحريني. عضو في مجلس النواب من 12 ديسمبر 2018 عن الدائرة الثامنة في محافظة العاصمة.

## المسيرة المهنية
مارس المحاماة في البحرين. تولى الدفاع عن المصور الصحفي أحمد حميدان في الاتهام الموجه له بمهاجمة مركز شرطة ضمن أحداث ما بعد احتجاجات عام 2011 التي كانت تهدف إلى اسقاط نظام الحكم البحريني ولكنه فشل في تبرئته وحكم عليه بالسجن عشر سنوات.

## مجلس النواب
قرر دخول المعترك السياسي من خلال الترشح لعضوية مجلس النواب عن الدائرة الثامنة في محافظة العاصمة. في الجولة الأولى التي أقيمت في 24 نوفمبر 2018 حصل على 875 صوت بنسبة 39.83% مما استوجب إقامة جولة ثانية في 1 ديسمبر حيث استطاع التغلب على منافسه السيد محمد عاشور بحصوله على 1085 صوت بنسبة 62.94%.